# Venezuela az 1976. évi nyári olimpiai játékokon
Venezuela a kanadai Montréalban megrendezett 1976. évi nyári olimpiai játékok egyik részt vevő nemzete volt. Az országot az olimpián 6 sportágban 32 sportoló képviselte, akik összesen 1 érmet szereztek.

## Érmesek
| Érem  | Versenyző          | Sportág   | Versenyszám |
| ----- | ------------------ | --------- | ----------- |
| Ezüst | Pedro José Gamarro | Ökölvívás | Váltósúly   |

## Atlétika
Női
| Versenyző      | Versenyszám | Előfutam | Előfutam | Előfutam | Elődöntő | Elődöntő | Elődöntő | Döntő   | Döntő    |
| Versenyző      | Versenyszám | Idő      | Hely.    | Össz.    | Idő      | Hely.    | Össz.    | Idő     | Helyezés |
| -------------- | ----------- | -------- | -------- | -------- | -------- | -------- | -------- | ------- | -------- |
| Lucía Vaamonde | 100 m gát   | 19,17    | 6.       | 23.      | kiesett  | kiesett  | kiesett  | kiesett | kiesett  |

## Cselgáncs
| Versenyző    | Versenyszám | Csoport | 32-es főtábla               | Nyolcaddöntő                  | Negyeddöntő       | Elődöntő          | Vigaszág negyeddöntő | Vigaszág elődöntő | Bronz- mérkőzés   | Döntő             | Helyezés |
| Versenyző    | Versenyszám | Csoport | Ellenfél Eredmény           | Ellenfél Eredmény             | Ellenfél Eredmény | Ellenfél Eredmény | Ellenfél Eredmény    | Ellenfél Eredmény | Ellenfél Eredmény | Ellenfél Eredmény | Helyezés |
| ------------ | ----------- | ------- | --------------------------- | ----------------------------- | ----------------- | ----------------- | -------------------- | ----------------- | ----------------- | ----------------- | -------- |
| Manuel Luna  | Könnyűsúly  | B       | Marian Standowicz (POL) · V | kiesett                       | kiesett           | kiesett           |                      |                   |                   |                   | 18.      |
| Walter Huber | Középsúly   | A       | Fritz Kaiser (LIE) · GY     | José Luis de Frutos (ESP) · V | kiesett           | kiesett           |                      |                   |                   |                   | 13.      |

## Kerékpározás

### Országúti kerékpározás
Férfi
| Versenyző                                                 | Versenyszám     | Idő              | Helyezés      |
| --------------------------------------------------------- | --------------- | ---------------- | ------------- |
| Justo Galaviz                                             | Mezőnyverseny   | nem ért célba    | nem ért célba |
| Ramón Noriega                                             | Mezőnyverseny   | 5:03:13 (+16:21) | 53.           |
| José Ollarves                                             | Mezőnyverseny   | 5:07:09 (+20:17) | 58.           |
| Nicolas Reidtler                                          | Mezőnyverseny   | nem ért célba    | nem ért célba |
| Jesús Escalona Justo Galaviz José Ollarves Serafino Silva | Csapat időfutam | 2:23:37 (+14:44) | 21.           |

## Műugrás
Női
| Versenyző    | Versenyszám    | Selejtező | Selejtező | Döntő   | Döntő    |
| Versenyző    | Versenyszám    | Pont      | Helyezés  | Pont    | Helyezés |
| ------------ | -------------- | --------- | --------- | ------- | -------- |
| Aura Dinisio | Egyéni műugrás | 293,04    | 26.       | kiesett | kiesett  |

## Ökölvívás
| Versenyző            | Versenyszám   | Selejtező                            | 32-es főtábla                            | Nyolcaddöntő                   | Negyeddöntő                           | Elődöntő                     | Döntő                       | Helyezés |
| Versenyző            | Versenyszám   | Ellenfél Eredmény                    | Ellenfél Eredmény                        | Ellenfél Eredmény              | Ellenfél Eredmény                     | Ellenfél Eredmény            | Ellenfél Eredmény           | Helyezés |
| -------------------- | ------------- | ------------------------------------ | ---------------------------------------- | ------------------------------ | ------------------------------------- | ---------------------------- | --------------------------- | -------- |
| Armando Guevara      | Papírsúly     |                                      | Eduardo Baltar (PHI) · 5-0               | Dietmar Geilich (GDR) · 5-0    | Ri Bjonguk (Ri Byeong-uk) (PRK) · 1-4 | kiesett                      | kiesett                     | 5.       |
| Alfredo Pérez        | Légsúly       | Ernesto Rios (MEX) · 5-0             | Said Ahmed El-Ashry (EGY) · visszalépett | Georgi Kosztadinov (BUL) · 5-0 | Leszek Błażyński (POL) · 2-3          | kiesett                      | kiesett                     | 5.       |
| Jovito Rengifo       | Harmatsúly    | Baker Muwanga (UGA) · nem vett részt | Orlando Martínez (CUB) · 0-5             | kiesett                        | kiesett                               | kiesett                      | kiesett                     | 15.      |
| Angel Pacheco        | Pehelysúly    | Sandalio Calderon (COL) · 5-0        | Carlos Calderon (PUR) · 5-0              | Ángel Herrera (CUB) · 0-5      | kiesett                               | kiesett                      | kiesett                     | 9.       |
| Nelson Calzadilla    | Könnyűsúly    | erőnyerő                             | Ernesto González (NCA) · 5-0             | Simion Cuţov (ROU) · 0-5       | kiesett                               | kiesett                      | kiesett                     | 9.       |
| Jesús Navas          | Kisváltósúly  | Jones Okoth (UGA) · nem vett részt   | Ulrich Beyer (GDR) · 0-5                 | kiesett                        | kiesett                               | kiesett                      | kiesett                     | 17.      |
| Pedro José Gamarro   | Váltósúly     | erőnyerő                             | Marijan Beneš (YUG) · 5-0                | Emilio Correa (CUB) · RSC      | Clinton Jackson (USA) · 3-2           | Reinhard Skricek (FRG) · RSC | Jochen Bachfeld (GDR) · 2-3 |          |
| Alfredo Lemus        | Nagyváltósúly |                                      | Mohamed Dawuda (GHA) · nem vett részt    | Robert Davies (GBR) · 4-1      | Viktor Szavcsenko (URS) · KO          | kiesett                      | kiesett                     | 5.       |
| Fulgencio Obelmejias | Középsúly     |                                      | Luis Felipe Martínez (CUB) · 0-5         | kiesett                        | kiesett                               | kiesett                      | kiesett                     | 14.      |
| Ernesto Sánchez      | Félnehézsúly  |                                      | Georgi Sztoimenov (BUL) · 0-5            | kiesett                        | kiesett                               | kiesett                      | kiesett                     | 14.      |

## Úszás
Férfi
| Versenyző                                                | Versenyszám            | Előfutam | Előfutam | Előfutam | Elődöntő | Elődöntő | Elődöntő | Döntő   | Döntő    |
| Versenyző                                                | Versenyszám            | Idő      | Hely.    | Össz.    | Idő      | Hely.    | Össz.    | Idő     | Helyezés |
| -------------------------------------------------------- | ---------------------- | -------- | -------- | -------- | -------- | -------- | -------- | ------- | -------- |
| Ramón Volcan                                             | 100 m gyors            | 53,53    | 5.       | 21.      | kiesett  | kiesett  | kiesett  | kiesett | kiesett  |
| Ramón Volcan                                             | 100 m hát              | 1:01,20  | 6.       | 32.      | kiesett  | kiesett  | kiesett  | kiesett | kiesett  |
| Luis Goicoechea                                          | 200 m gyors            | 1:59,68  | 6.       | 38.      |          |          |          | kiesett | kiesett  |
| Luis Goicoechea                                          | 100 m pillangó         | 57,92    | 6.       | 27.      | kiesett  | kiesett  | kiesett  | kiesett | kiesett  |
| Glen Sochasky                                            | 100 m mell             | 1:09,93  | 7.       | 29.      | kiesett  | kiesett  | kiesett  | kiesett | kiesett  |
| Hugo Cuenca                                              | 200 m pillangó         | 2:11,06  | 6.       | 33.      |          |          |          | kiesett | kiesett  |
| Ramón Volcan Andrés Arraez Glen Sochasky Luis Goicoechea | 4 × 200 m gyorsváltó   | 8:08,38  | 6.       | 16.      |          |          |          | kiesett | kiesett  |
| Ramón Volcan Glen Sochasky Luis Goicoechea Andrés Arraez | 4 × 100 m vegyes váltó | 4:05,07  | 7.       | 13.      |          |          |          | kiesett | kiesett  |

Női
| Versenyző                                               | Versenyszám            | Előfutam | Előfutam | Előfutam | Elődöntő | Elődöntő | Elődöntő | Döntő   | Döntő    |
| Versenyző                                               | Versenyszám            | Idő      | Hely.    | Össz.    | Idő      | Hely.    | Össz.    | Idő     | Helyezés |
| ------------------------------------------------------- | ---------------------- | -------- | -------- | -------- | -------- | -------- | -------- | ------- | -------- |
| Ivis Poleo                                              | 100 m gyors            | 1:03,07  | 5.       | 42.      | kiesett  | kiesett  | kiesett  | kiesett | kiesett  |
| Marianela Huen                                          | 100 m gyors            | 1:02,51  | 6.       | 40.      | kiesett  | kiesett  | kiesett  | kiesett | kiesett  |
| Marianela Huen                                          | 100 m pillangó         | 1:07,17  | 6.       | 34.      | kiesett  | kiesett  | kiesett  | kiesett | kiesett  |
| María Hung                                              | 100 m pillangó         | 1:07,37  | 5.       | 35.      | kiesett  | kiesett  | kiesett  | kiesett | kiesett  |
| María Hung                                              | 200 m pillangó         | 2:23,64  | 6.       | 25.      |          |          |          | kiesett | kiesett  |
| Vania Vázquez                                           | 200 m gyors            | 2:13,54  | 6.       | 31.      |          |          |          | kiesett | kiesett  |
| María Pérez                                             | 200 m gyors            | 2:13,97  | 7.       | 32.      |          |          |          | kiesett | kiesett  |
| María Pérez                                             | 400 m gyors            | 4:38,93  | 5.       | 26.      |          |          |          | kiesett | kiesett  |
| Paola Ruggieri                                          | 100 m hát              | 1:11,14  | 6.       | 29.      | kiesett  | kiesett  | kiesett  | kiesett | kiesett  |
| Paola Ruggieri                                          | 200 m hát              | 2:34,89  | 8.       | 29.      |          |          |          | kiesett | kiesett  |
| Dacyl Pérez                                             | 100 m mell             | 1:21,39  | 7.       | 34.      | kiesett  | kiesett  | kiesett  | kiesett | kiesett  |
| Dacyl Pérez                                             | 200 m mell             | 2:56,76  | 7.       | 37.      |          |          |          | kiesett | kiesett  |
| Vania Vázquez Ivis Poleo Marianela Huen María Pérez     | 4 × 100 m gyorsváltó   | 4:12,81  | 7.       | 12.      |          |          |          | kiesett | kiesett  |
| Paola Ruggieri Dacyl Pérez Marianela Huen Vania Vázquez | 4 × 100 m vegyes váltó | 4:43,78  | 6.       | 15.      |          |          |          | kiesett | kiesett  |